# Панамская белоносая акула
Панамская белоносая акула(Nasolamia velox) — является единственным известным представителем рода Nasolamia, семейство Carcharhinidae.

## Ареал и среда обитания
Обитает в восточной части Тихого океана у берегов Калифорнии и Мексики вплоть до Перу, от 31° с.ш. до 18° ю.ш. Обитает на глубинах 15—192 м, средняя глубина 15—24 м.

## Описание
Средняя длина составляет около 0,9 м, тогда как максимальная достигает 1,5 м.

## Биология
Панамская белоносая акула питается мелкими костистыми рыбами, включая анчоусов, и ракообразными. Живородящий вид акул: развивающиеся эмбрионы получают питание посредством плацентарной связи с матерью, образованной опустевшим желточным мешком. В помёте 5 акулят. Размер новорожденных составляет около 53 см.

## Взаимодействие с человеком
Нападений на человека не зафиксировано. Мясо акул используют в пищу, также из него производят рыбную муку.